# Nektarij
Nektarijski period mjesečeve geološke kronologije odnosi se na period od prije 3920 milijuna do prije 3850 milijuna godina. To je razdoblje tijekom kojega se formirao veliki bazen Nectaris zbog velikog kozmičkog udara. Ostatci udara iz Nectarisa formiraju gornji dio gustog kraterskog reljefa otkrivenog na mjesečevim visoravnima.
S obzirom na to da su svi geološki nalazi iz tog razdoblja na Zemlji nestali, često se koristi kao neslužbeno razdoblje Hadijskog eona. Slični su se događaji van svake sumnje zbivali na Zemlji, pošto je ona daleko veća i masivnija od Mjeseca.